# Riccardo Taliano
Riccardo Taliano (Torino, 21 aprile 1929 – 26 novembre 2012) è stato un pittore e gallerista italiano.

## Biografia

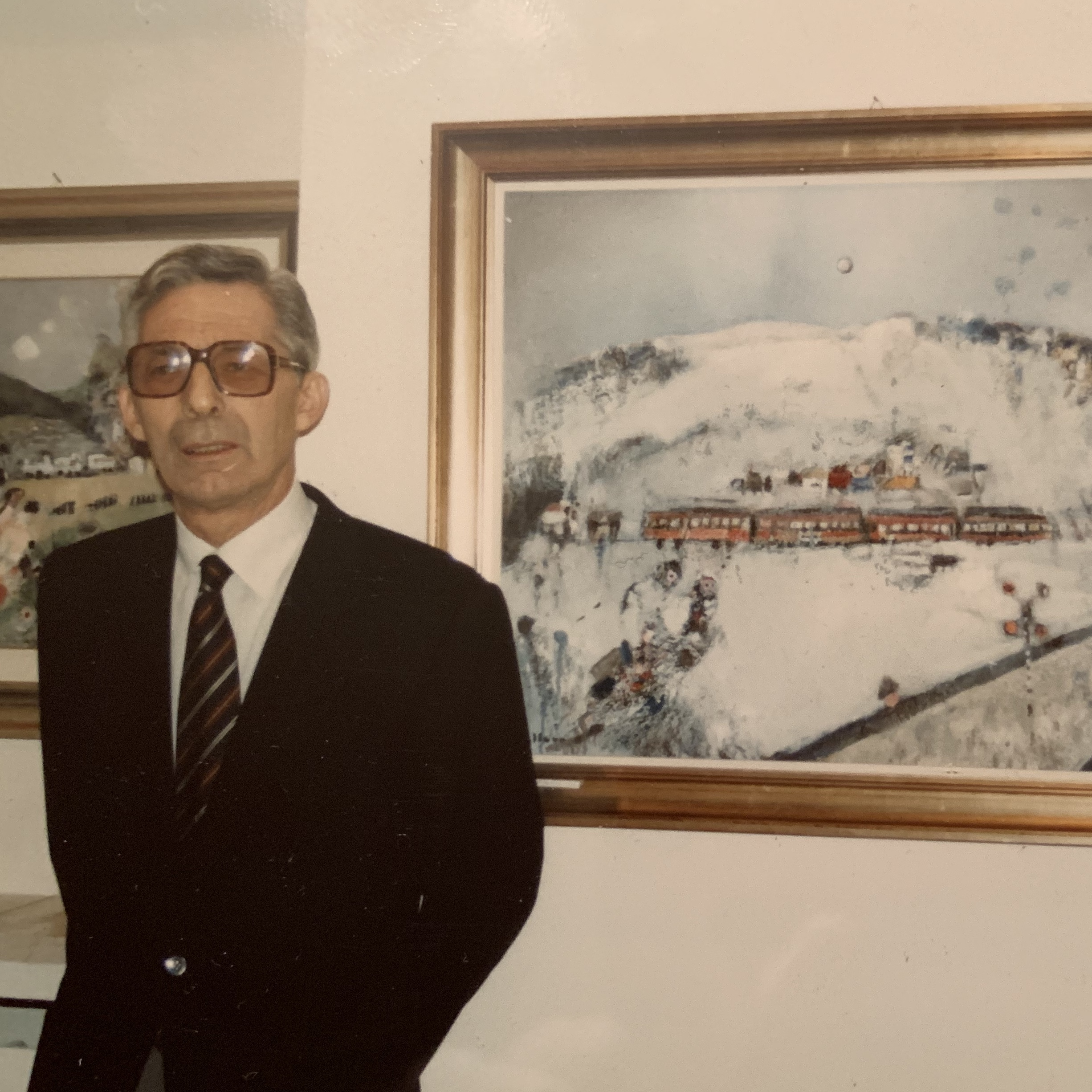
Riccardo Taliano alla Galleria La Cittadella con il dipinto "Il treno Zivago in alta valle"

Incentivato all'arte sin dall'infanzia dal padre Benedetto, inizia a dedicarsi alla pittura nel 1950 frequentando gli studi dei pittori torinesi Riccardo Chicco e Piero Garino, ed inizia ad esporre nel 1953. Da allora ha partecipato su invito a diversi convegni d'arte, mostre, premi e concorsi a carattere regionale, nazionale ed internazionale.
Ricordiamo in particolare la Triennale di Milano, il Premio Michetti di Francavilla, il Premio Suzzara, la Quadriennale del 1959 a Torino, mostra "Bianco e Nero" al Piemonte Artistico e Culturale (PAC) del 1963, mostra nazionale "Artisti di oggi per il Museo" ad Alba del 1964, mostra d'Arte Contemporanea a Torre Pellice del 1965, "Pittori Italiani a Praga" del 1968, la Biennale delle Regioni ad Ancona del 1968, il Premio Nazionale di Pittura Demetrio Cosola del 1973, il Premio Internazionale di Pittura Lario Cadorago a Cantù e a Como del 1974 e del 1975, il Premio Segantini ad Arco di Trento del 1975, "Per il Centenario di Guido Gozzano - 40 Artisti" ad Agliè del 1983, la "Mostra del 40° della Costituzione Italiana" a Torino, Alba e Cirié della Regione Piemonte, "Pittori e Scultori italiani a Volgograd" del 1989, "Bianconero, Granata" Centenario Bolaffi a Torino del 1990, il Premio Santhià dal 1988 al 1996. A Torino dal 1969 è stato presente in collettive nelle gallerie Gissi, L'Approdo, Fogliato, Berman, Accademia e Martano.
Affianca all'attività di pittore quella di gallerista fondando la Galleria d'Arte La Cittadella a Torino, annoverando vari artisti quali, tra gli altri, Sergio Albano, Gustavo Foppiani, Gianni Borta, Giorgio Celiberti, Luciano Verdiani, Raffaele Pontecorvo, Gianni Longinotti, Felice Filippini, Franco Martinengo, Imer Guala, Sandro Lo Cascio, Albino Galvano, Ettore Fico, Carlo Gajani, Luigi Roccati, Mario Molinari, Virginio Ciminaghi, Aldo Greco, Sandro Cherchi e Hisao Yamagata.
Muore a Torino nella sua casa-studio il 26 Novembre 2012.

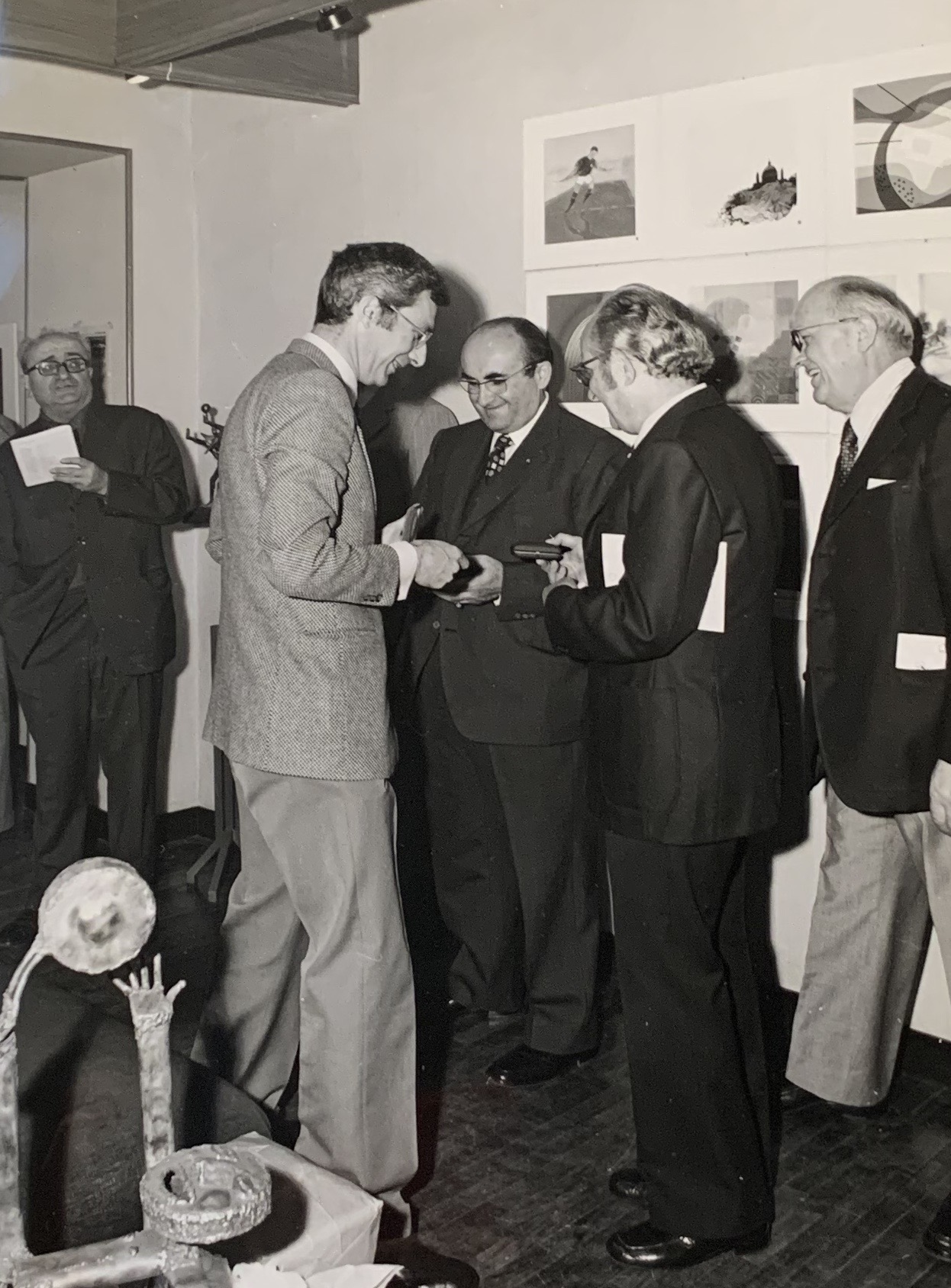
Riccardo Taliano e Orfeo Pianelli, presidente del Torino Calcio, alla mostra commemorativa del Grande Torino alla Galleria La Cittadella, 3 maggio 1974

## Critici
Si sono interessati alla sua opera: Roberto Antonetto, Piero Bargis, Pietro Barsi, Marziano Bernardi, Vittorio Bottino, Giorgio Brizio, Ernesto Caballo, Lucio Cabutti, Luigi Carluccio, Giorgio Cavallo, Massimo Centini, Marco Contini, Sandro Cherchi, Raffaele De Grada, Angelo Dragone, Odette Alloati Debernardi, Albino Galvano, Renzo Guasco, Paolo Levi, Luigi Mallé, Augusto Minucci, Angelo Mistrangelo, Piero Molino, Carlo Munari, Giangiorgio Massara, Piero Novelli, Aligi Sassu, Filippo Scroppo, Aldo Spinardi, Marisa Vescovo, Giovanni Viarengo, Beppi Zancan.

## Mostre principali

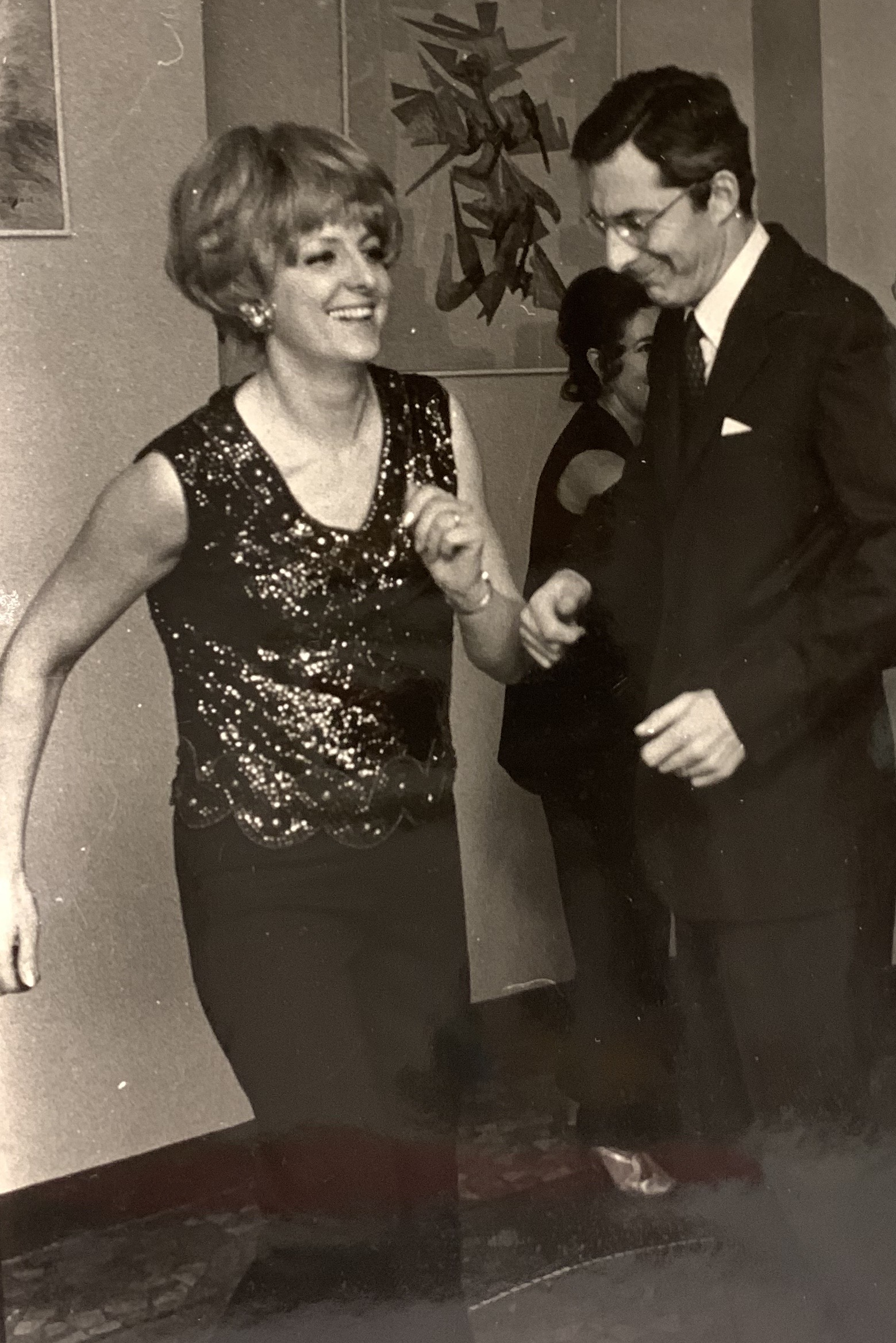
Riccardo e Carla Taliano al Piemonte Artistico e Culturale, carnevale 1970

- Galleria del Piemonte Artistico, Torino, 1962
- Galleria La Tavolozza, Ferrara, 1963
- Sala La Permanente e Galleria Verritre, Milano, 1963
- Galleria Flaviana (mostra di gruppo), Locarno, 1964
- Galleria del Piemonte Artistico, Torino, 1965
- Triennale Adriatico, Civitanova, 1965
- Museo - Pittori Italiani, Praga, 1968
- Galleria L'Approdo e Circolo degli Artisti (mostra di gruppo), Torino, 1970
- Galleria Civica, Imperia, 1970
- Galleria Garden, Torre Pellice, 1971
- Galleria Villa Ricco (mostra di gruppo), Levanto, 1971
- Galleria La Maggiolina, Alessandria, 1973
- Galleria La Cittadella "8 pittori in parallelo", Torino, 1974
- Galleria La Cittadella "Opere scelte dal '63 al '78", Torino, 1978
- Galleria La Cittadella "4 pittori per 4 stagioni", Torino, 1982
- Galleria Accademia "Quattro Artisti Torinesi", Torino, 1986
- Galleria Cittadella 3 "Cinque Pittori Torinesi", Torino, 1987
- Galleria Cittadella 3, Torino, 1989
- Galleria Arx (mostra di gruppo), Torino, 1992
- Galleria Davico, Torino, 1996
- Galleria Piemonte Artistico e Culturale Regione Piemonte, Torino, 2000
- Galleria Pirra, Torino, 2015

## Opere principali
- Dolomiti 63, tempera su masonite, 1963
- Sole a Cap Ferrat, tecnica mista su masonite, 1963
- Contemplazione, tecnica mista su masonite, 1964
- Fuga in Egitto, olio su tela, 1965
- Ricordo di sfollamento, olio su tela, 1966
- Ricordo di un giorno di festa, olio su tela, 1966
- Il palio di Asti, olio su tela, 1968
- I ricordi dell'astronauta, olio su tela, 1969
- L'organetto, olio su tela, 1970
- I tre gabbiani, olio su tela, 1970
- La casa dei filosofi, olio su tela, 1971

- Solitudine, olio su tela, 1973

- Vincitori e vinti, olio su tela, 1973
- Contro il computer, olio su tela, 1973
- Confine sull'autostrada, olio su tela, 1977
- Confine n°3, olio su tela, 1978
- Paesaggio cinese, olio su tela, 1984
- Montagne, tempere e sabbia su tavola, 1986
- La baia nascosta, olio su tavola, 1988
- La baia n°1, olio su tavola, 1988
- Il treno Zivago in alta valle, tecnica mista su tela, 1988
- Mare e amore, tecnica mista su tela, 1993
- Ragazza che riposa, tecnica mista su tela, 1995
- Vecchio Tabarin - Momento 1, tecnica mista su tela, 1995
- Carla, Carla, tecnica mista su tela, 1995
- Voli, acrilico su tela, 1997
- Ricordo del Mar Nero, acrilico su tela, 2000
- La luna a Istanbul, tecnica mista su tela, 2000
- Berberi n°1, acrilico su tela, 2000

- Berberi n°2, acrilico su tela, 2000
- Passeggiata in riva al mare, acrilico su tela, 2001

## Galleria d'immagini

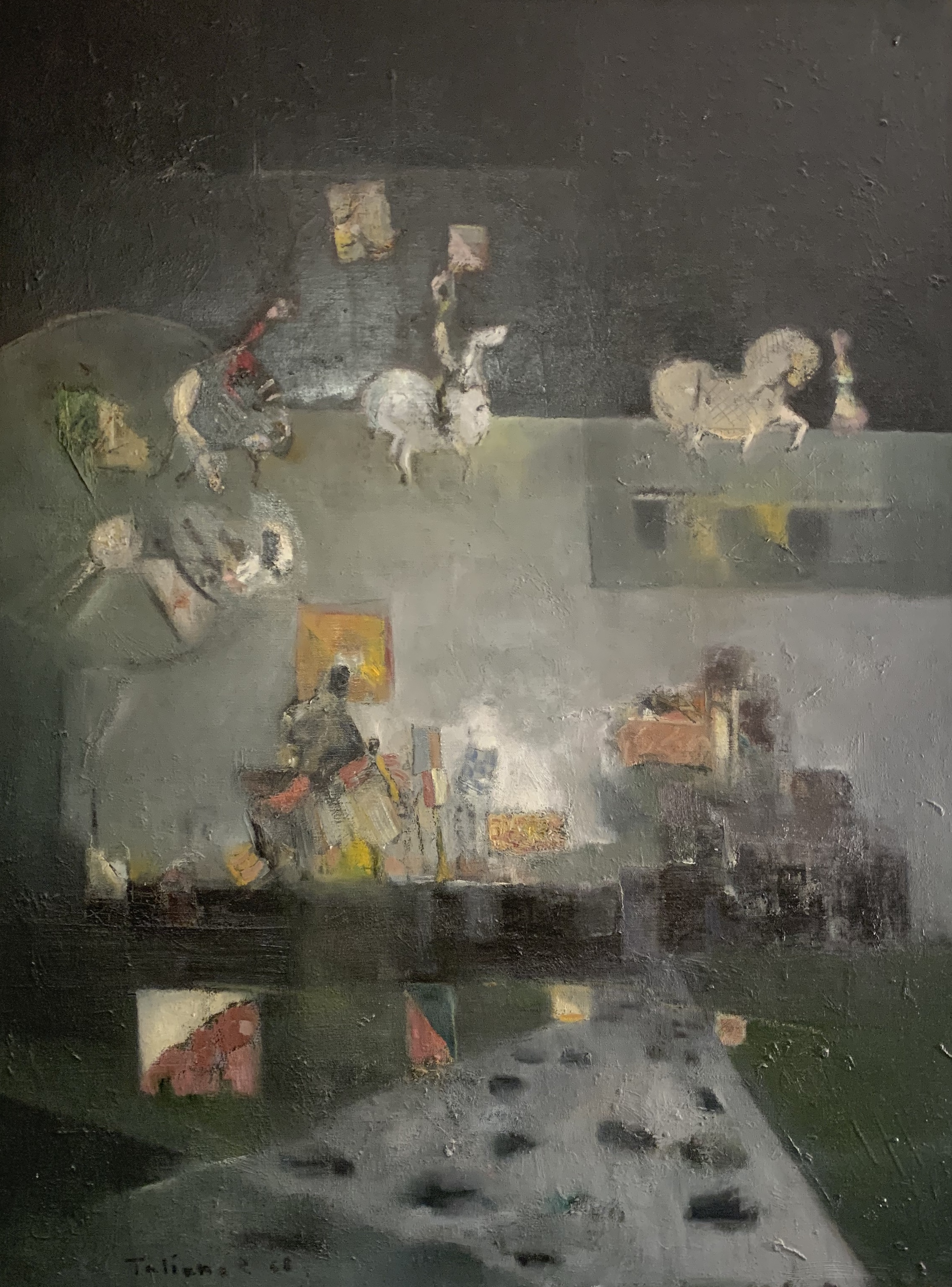
Il palio di Asti, 1968
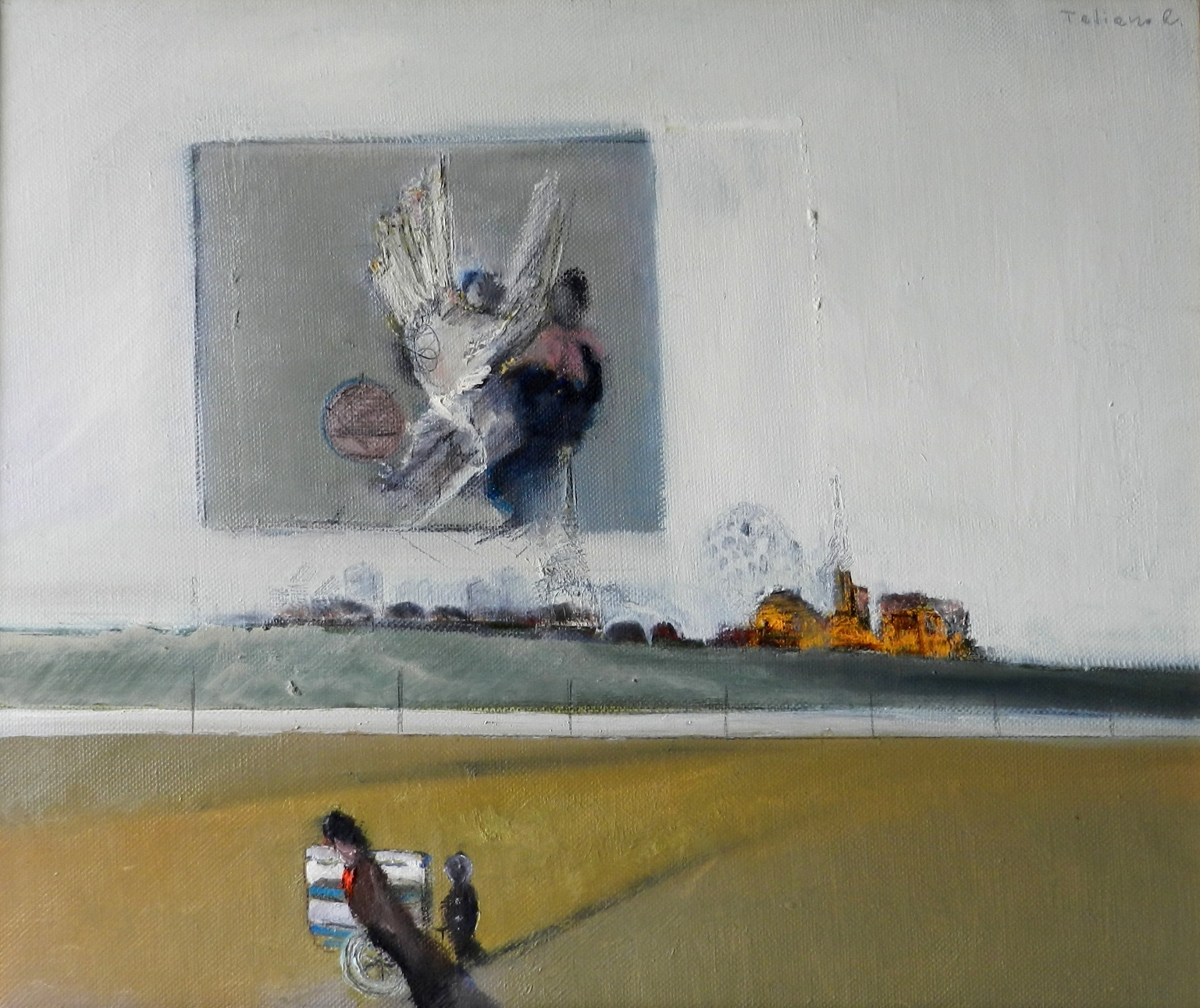
L'organetto, 1970
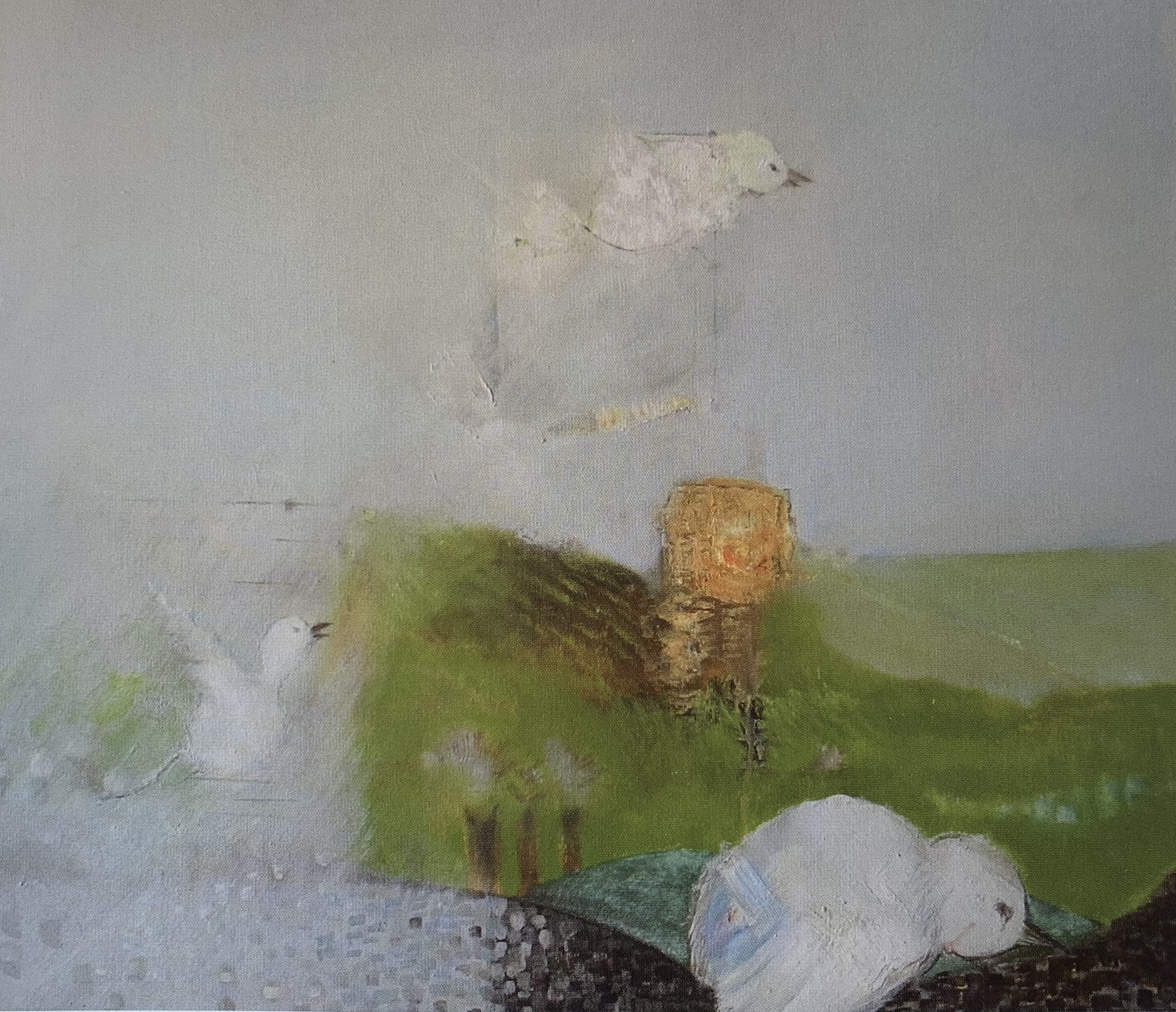
Vincitori e vinti, 1973
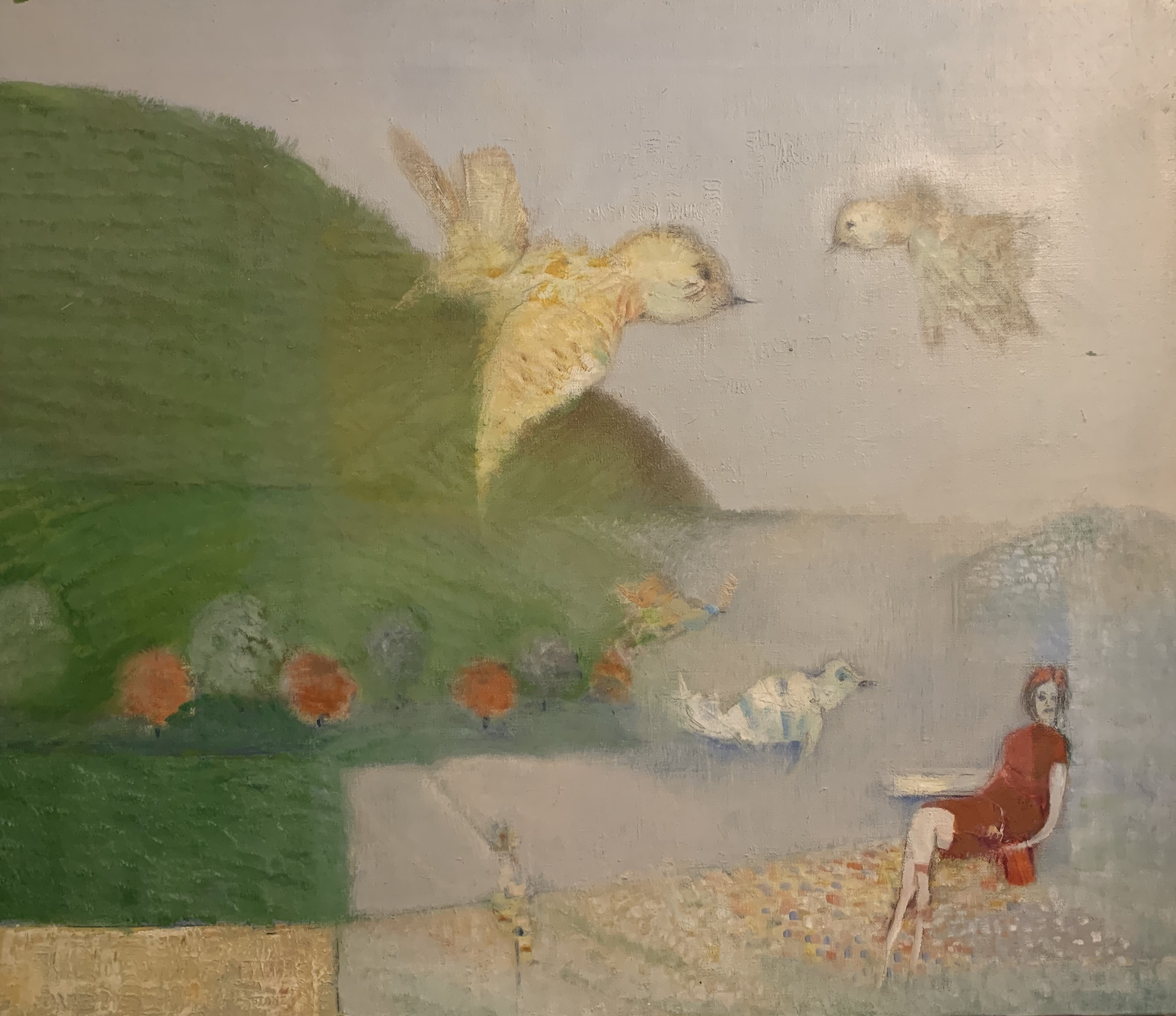
Solitudine, 1973
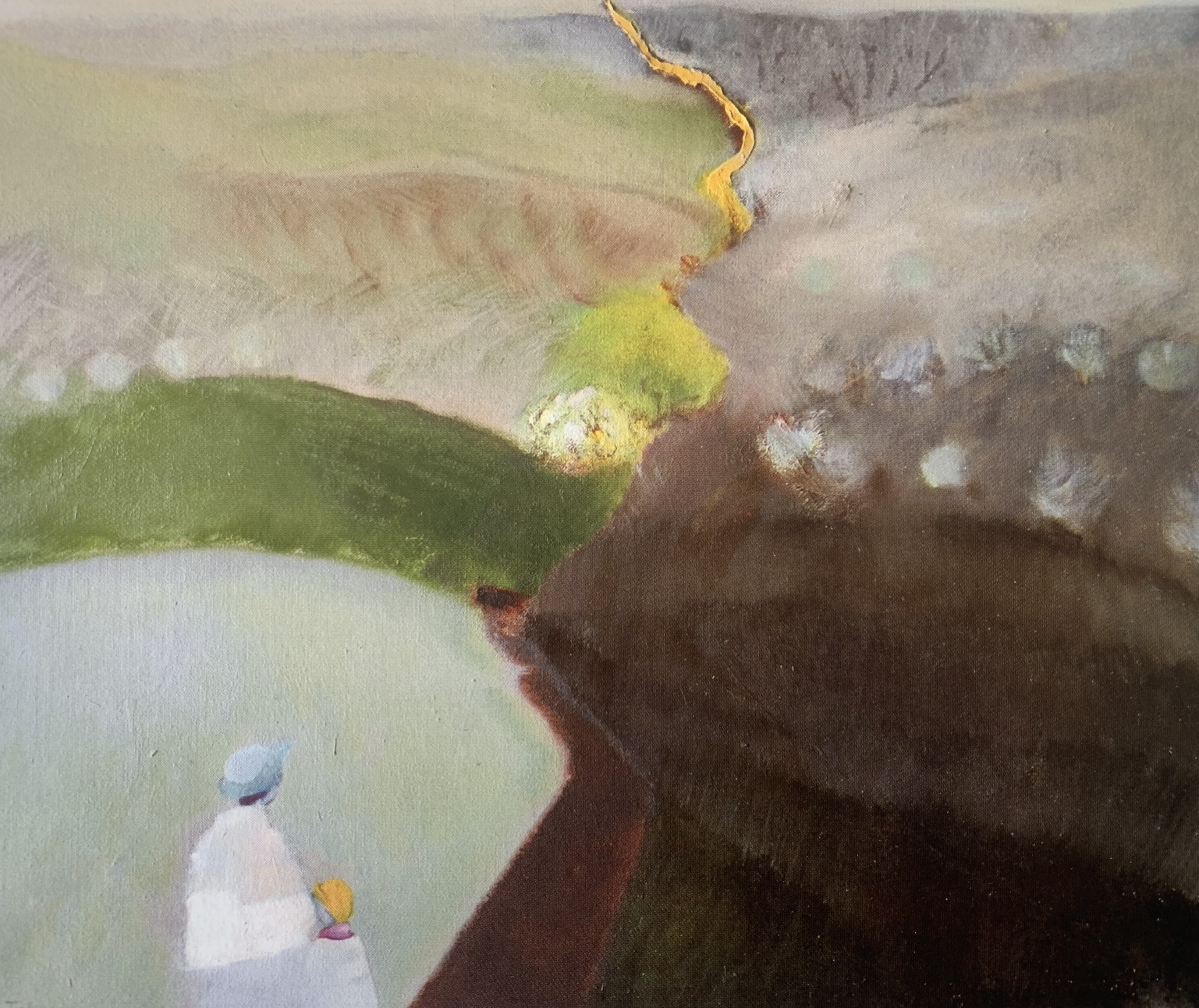
Confine n°3, 1978
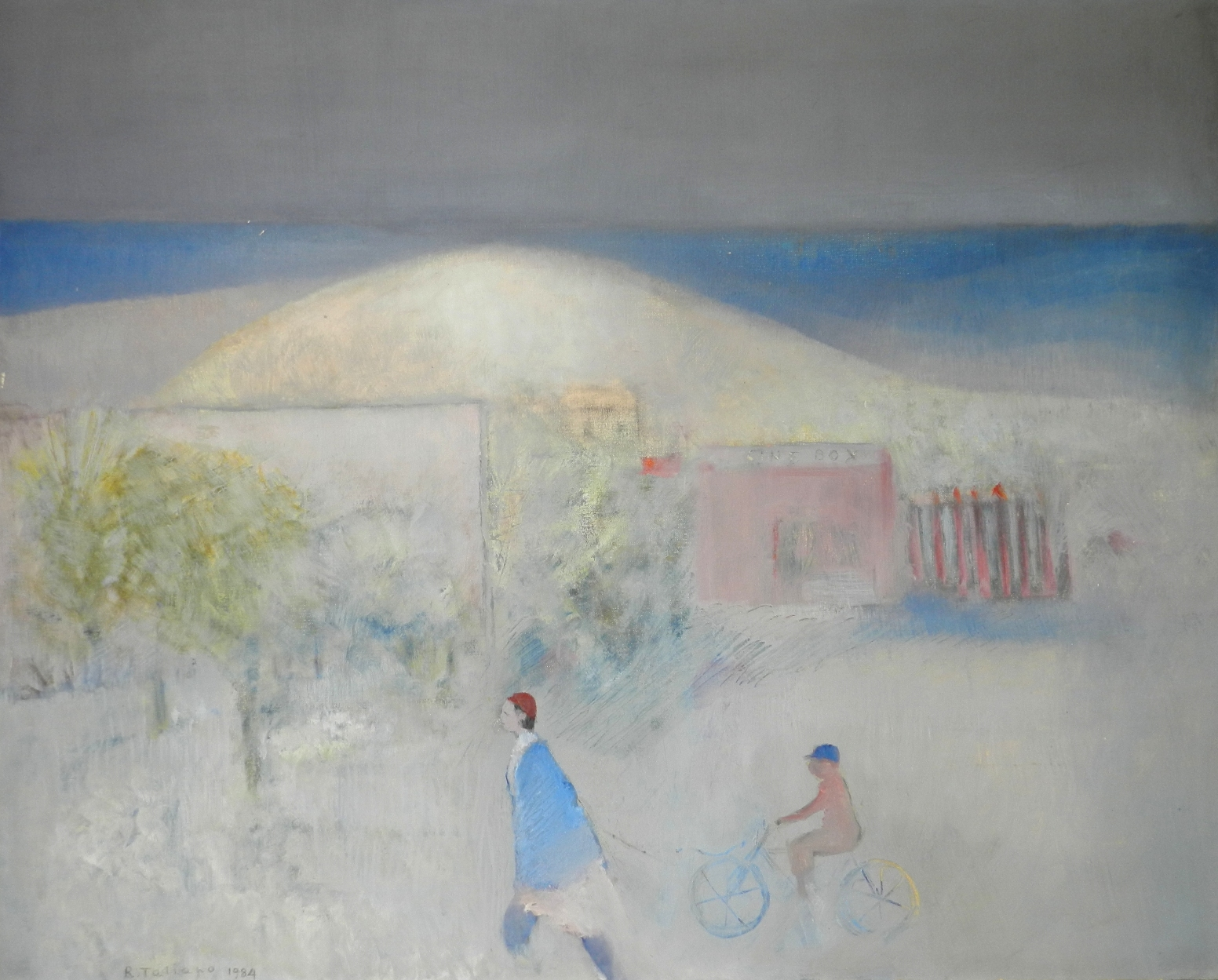
Paesaggio cinese, 1984
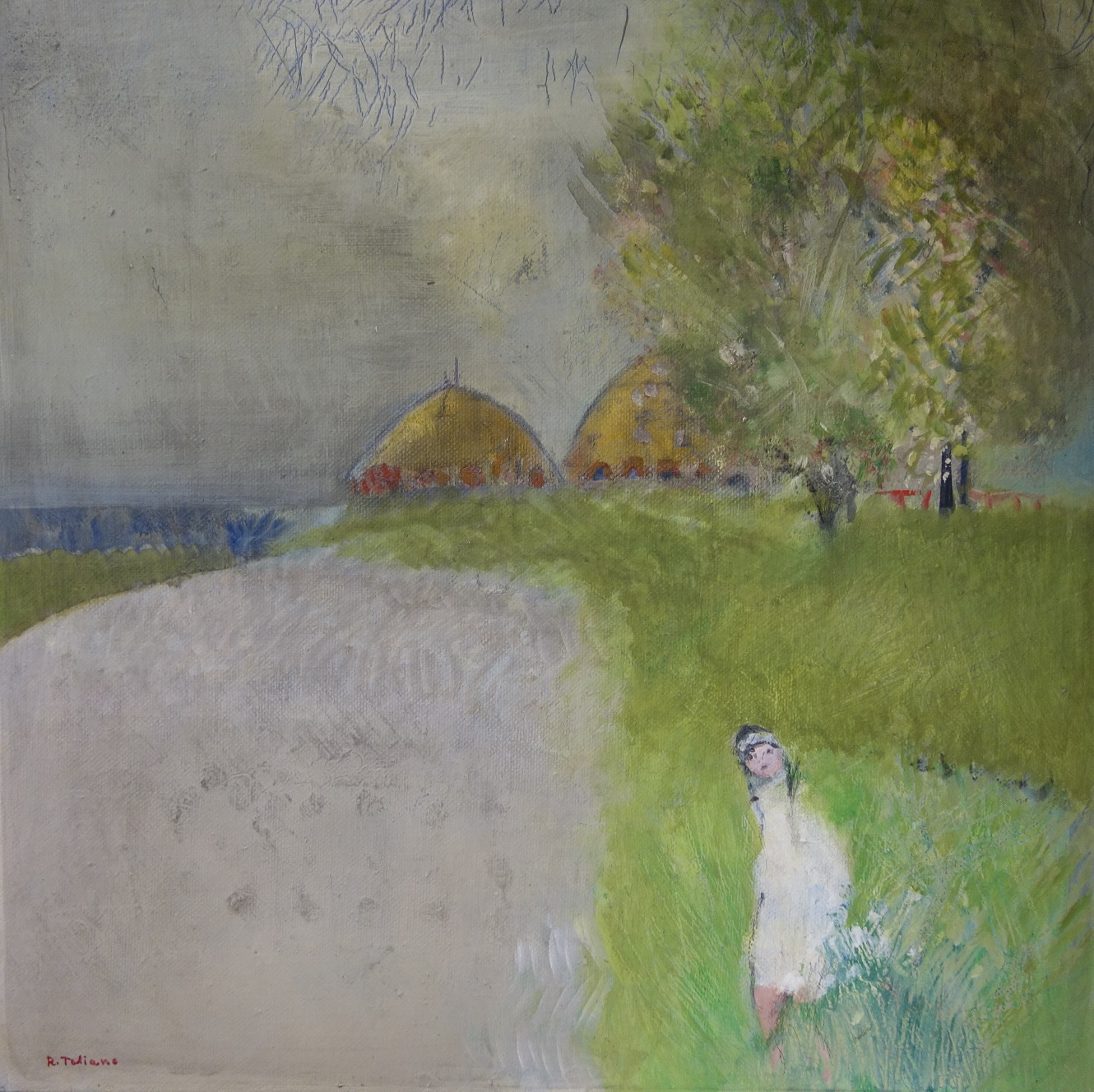
Senza titolo, metà anni '80
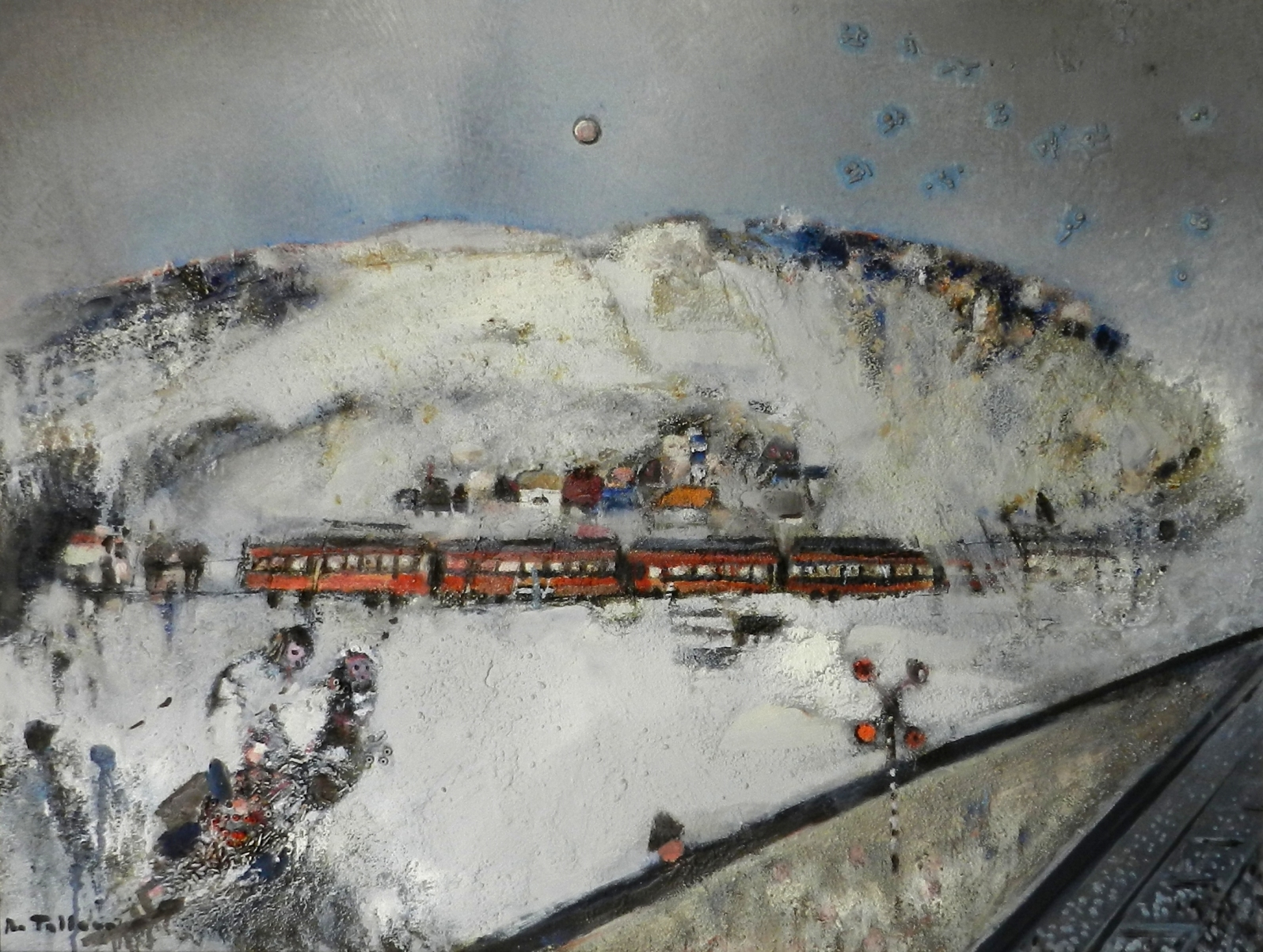
Il treno Zivago in alta valle, 1988
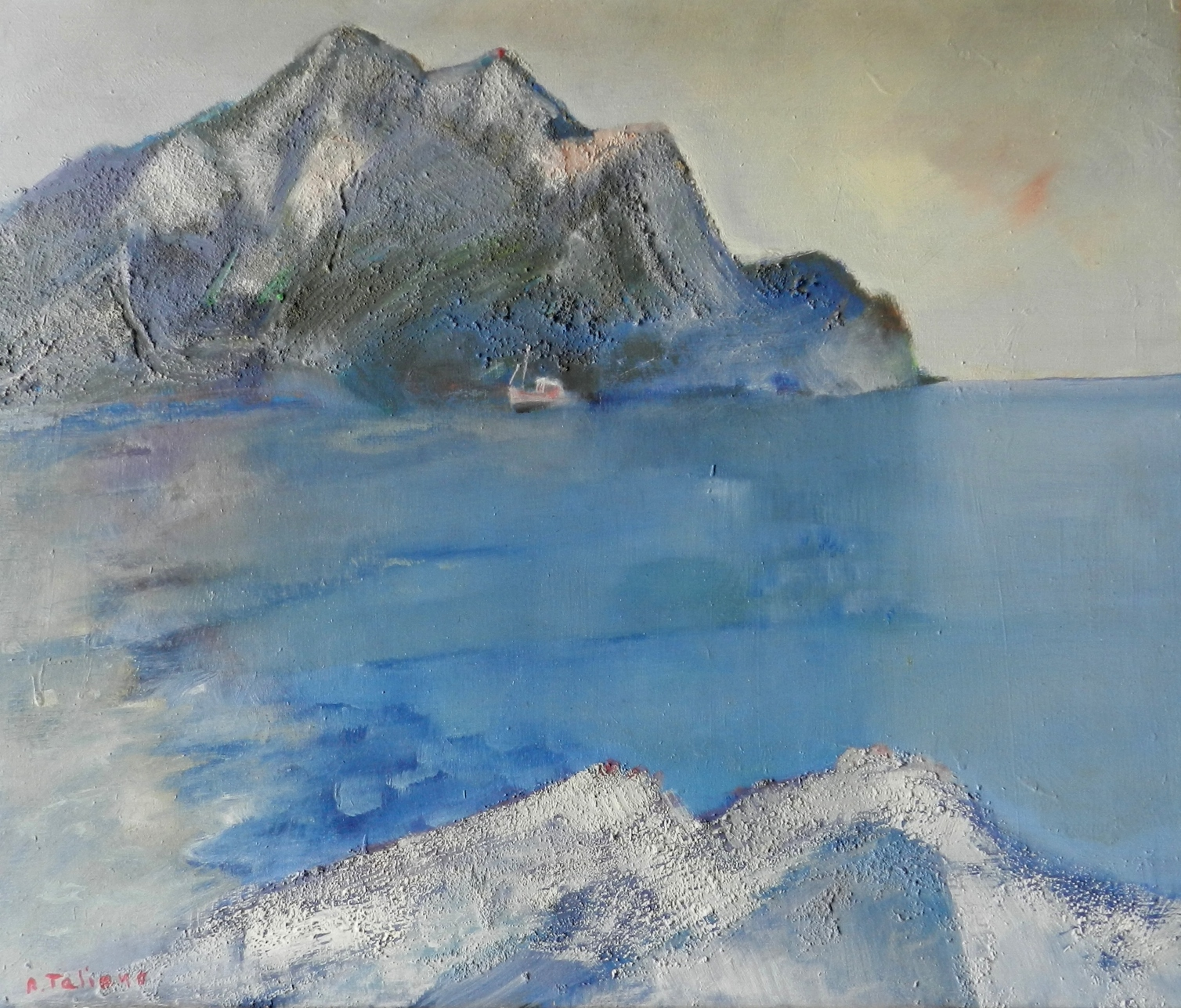
La baia n°1, 1988
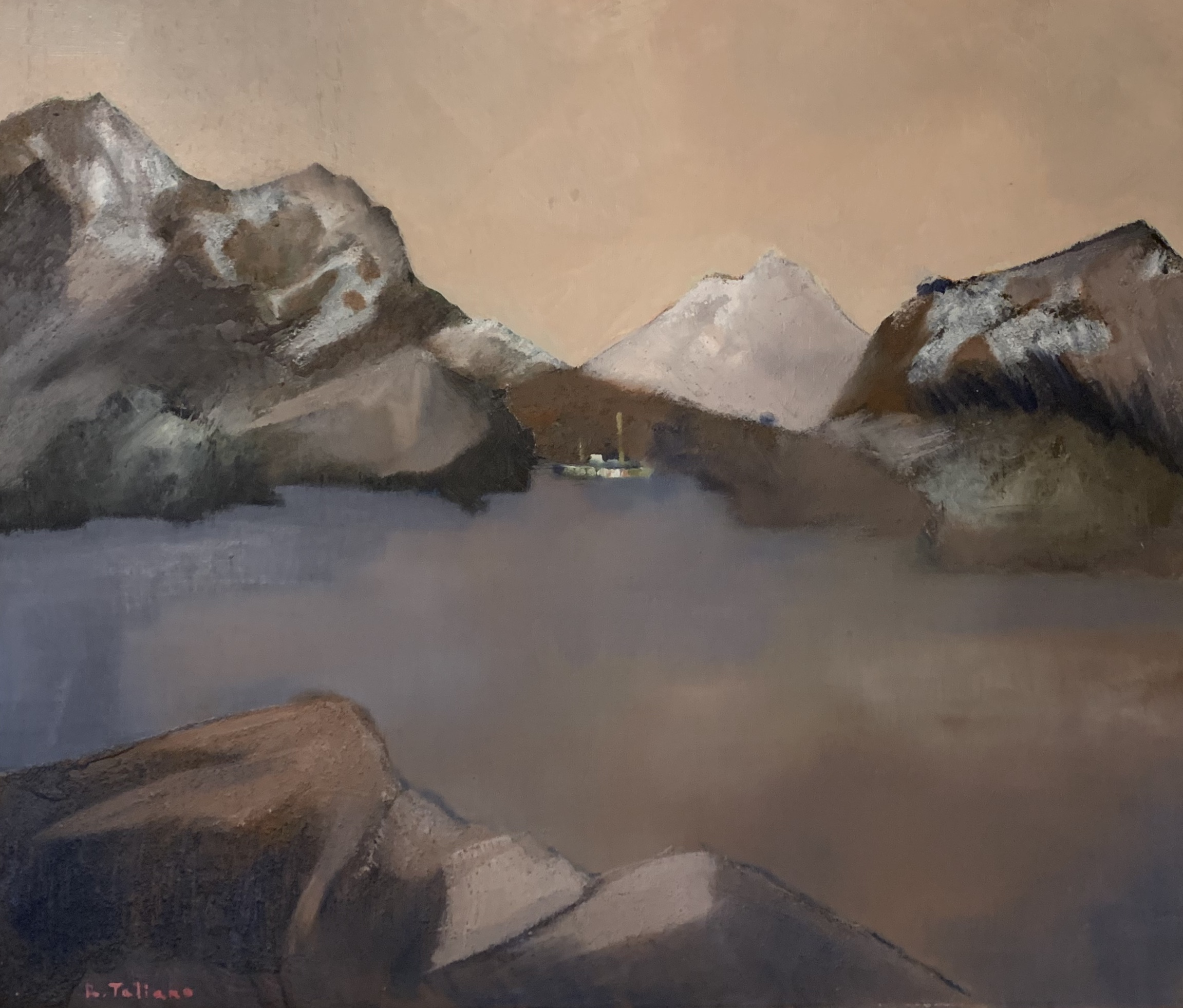
La baia nascosta, 1988
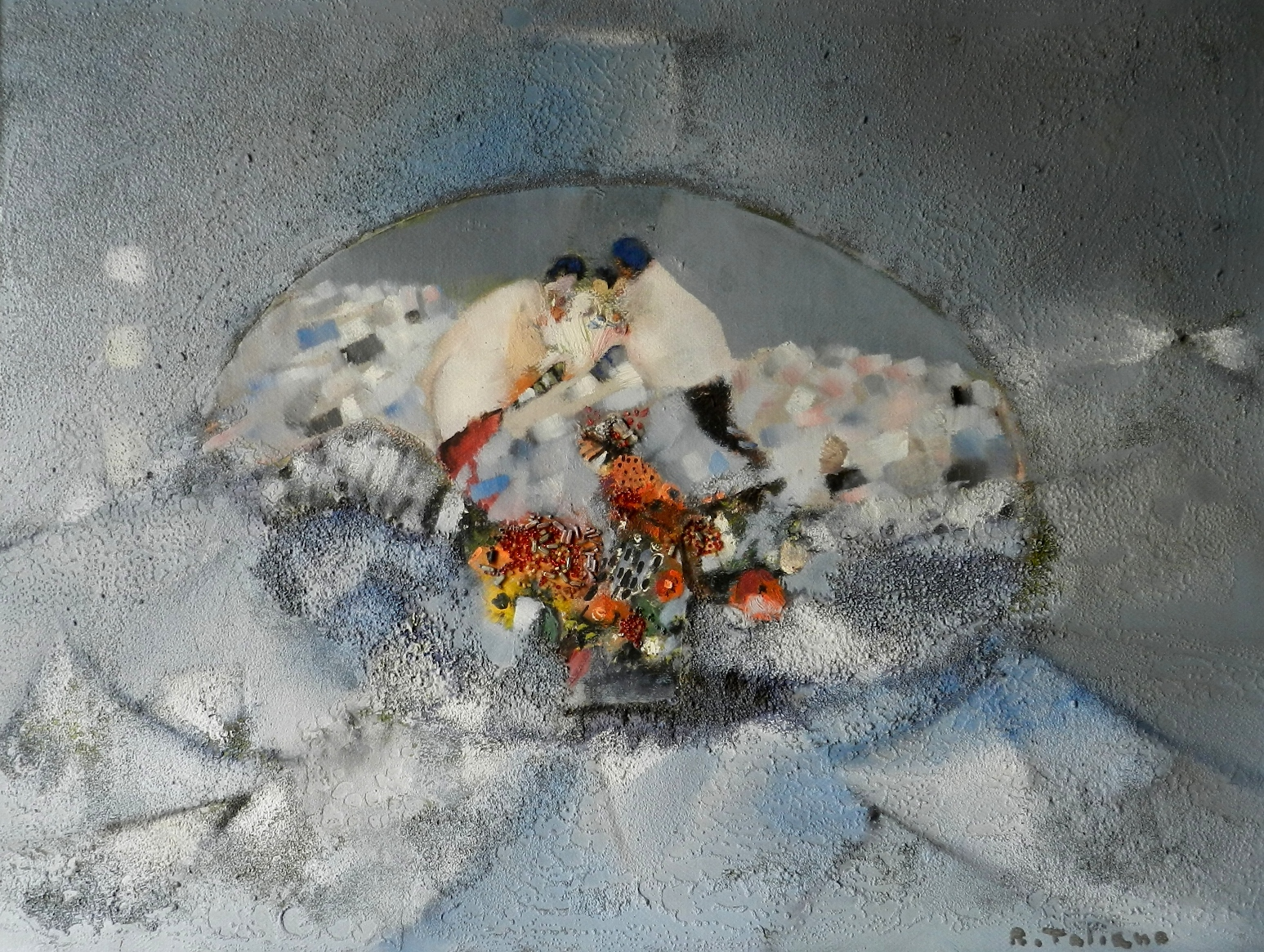
Mare e amore, 1993
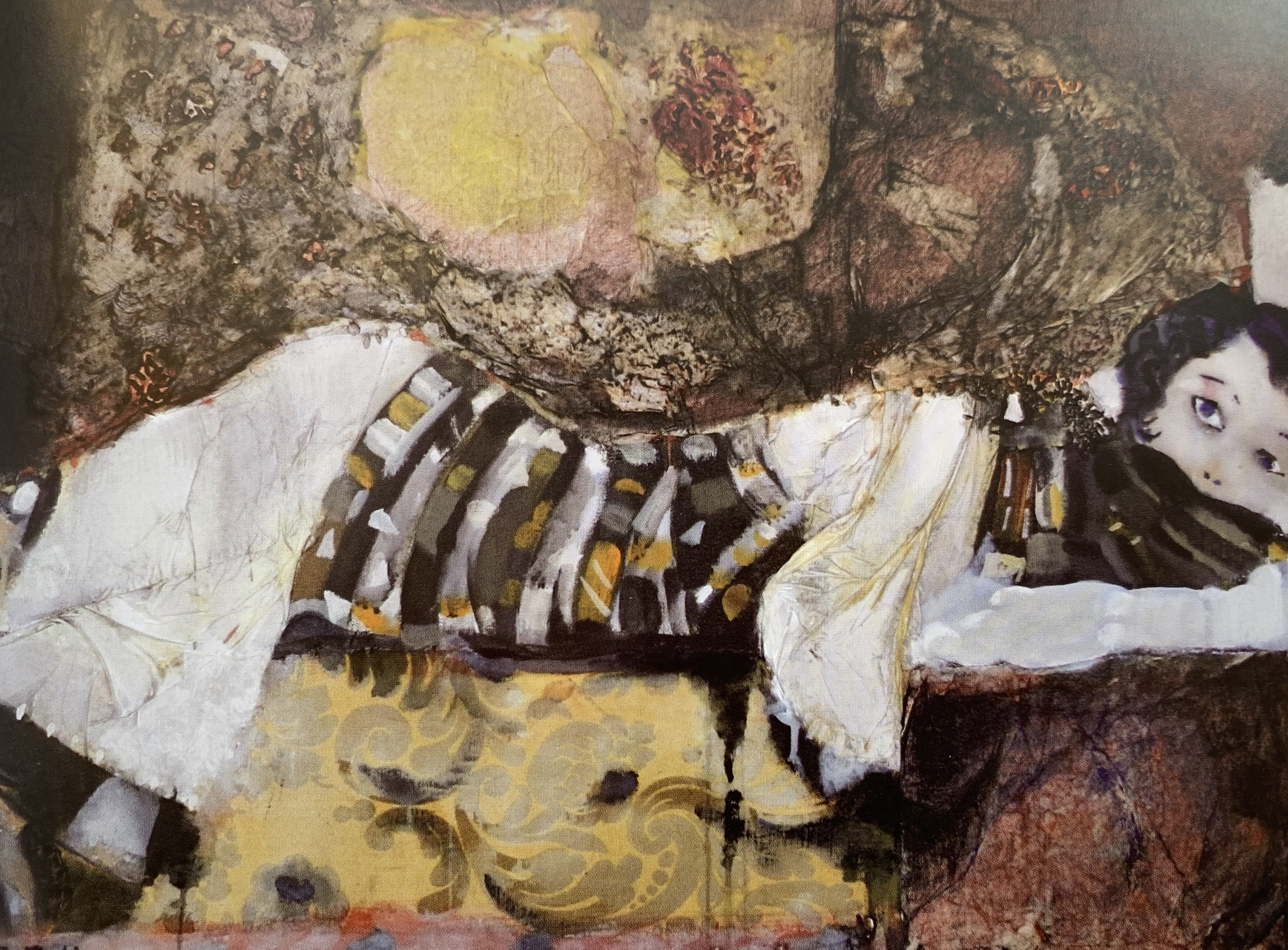
Ragazza che riposa, 1995
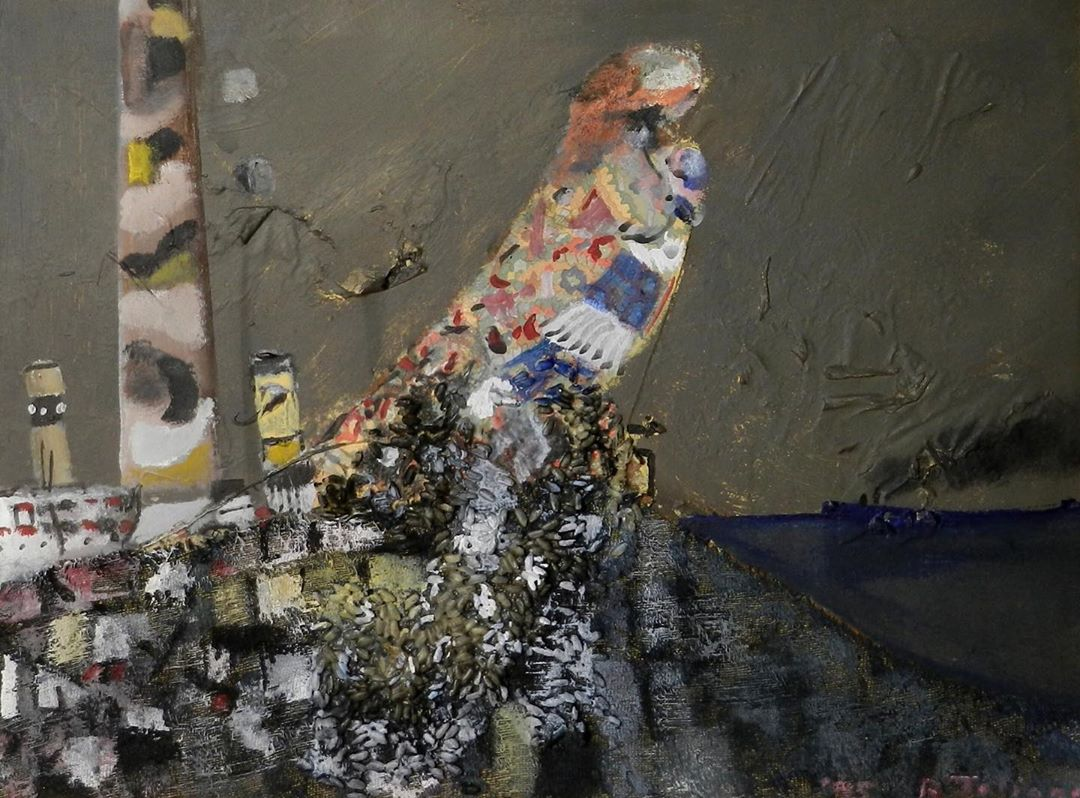
Amapola, 1995
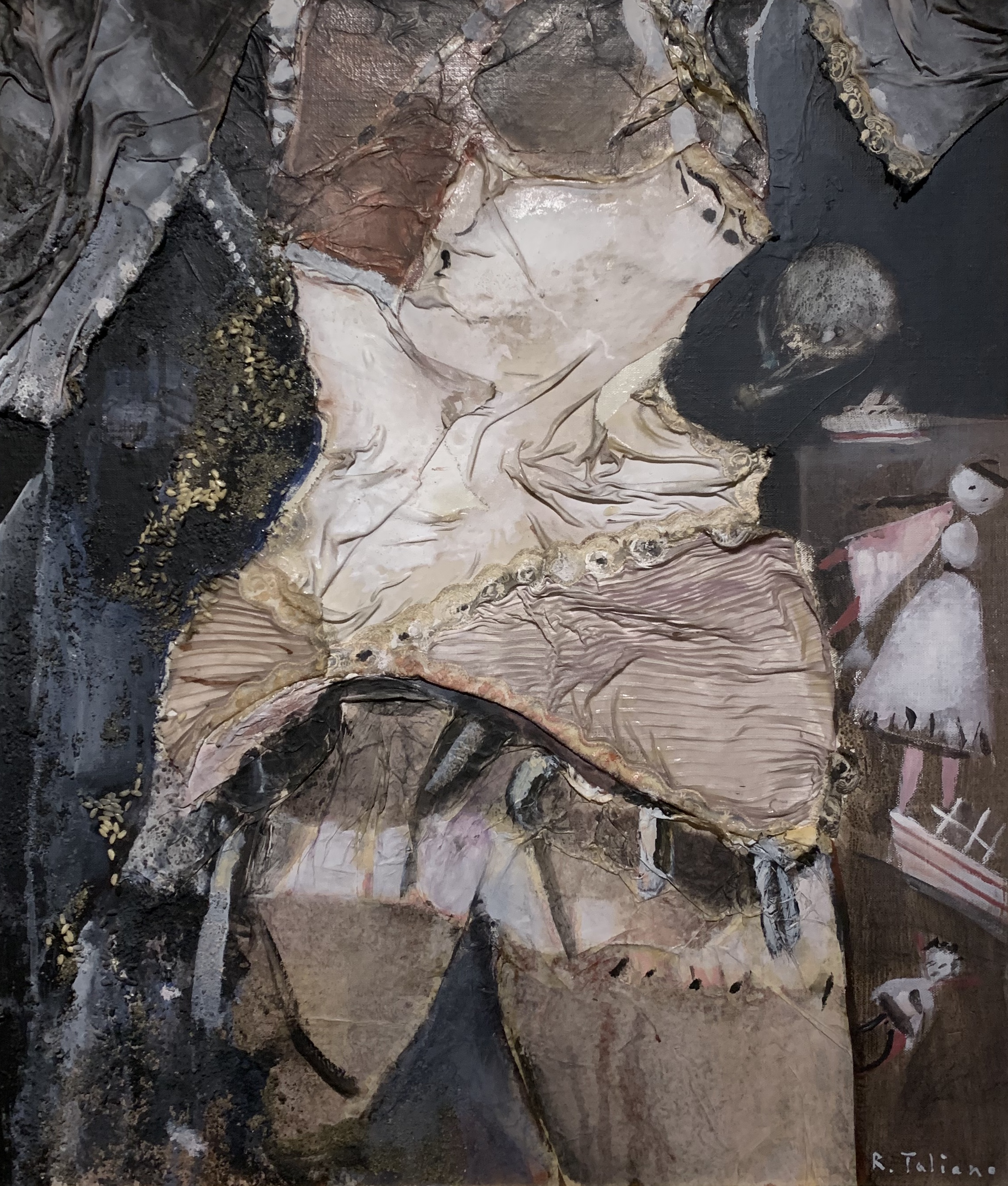
Vecchio Tabarin - Momento 1, 1995
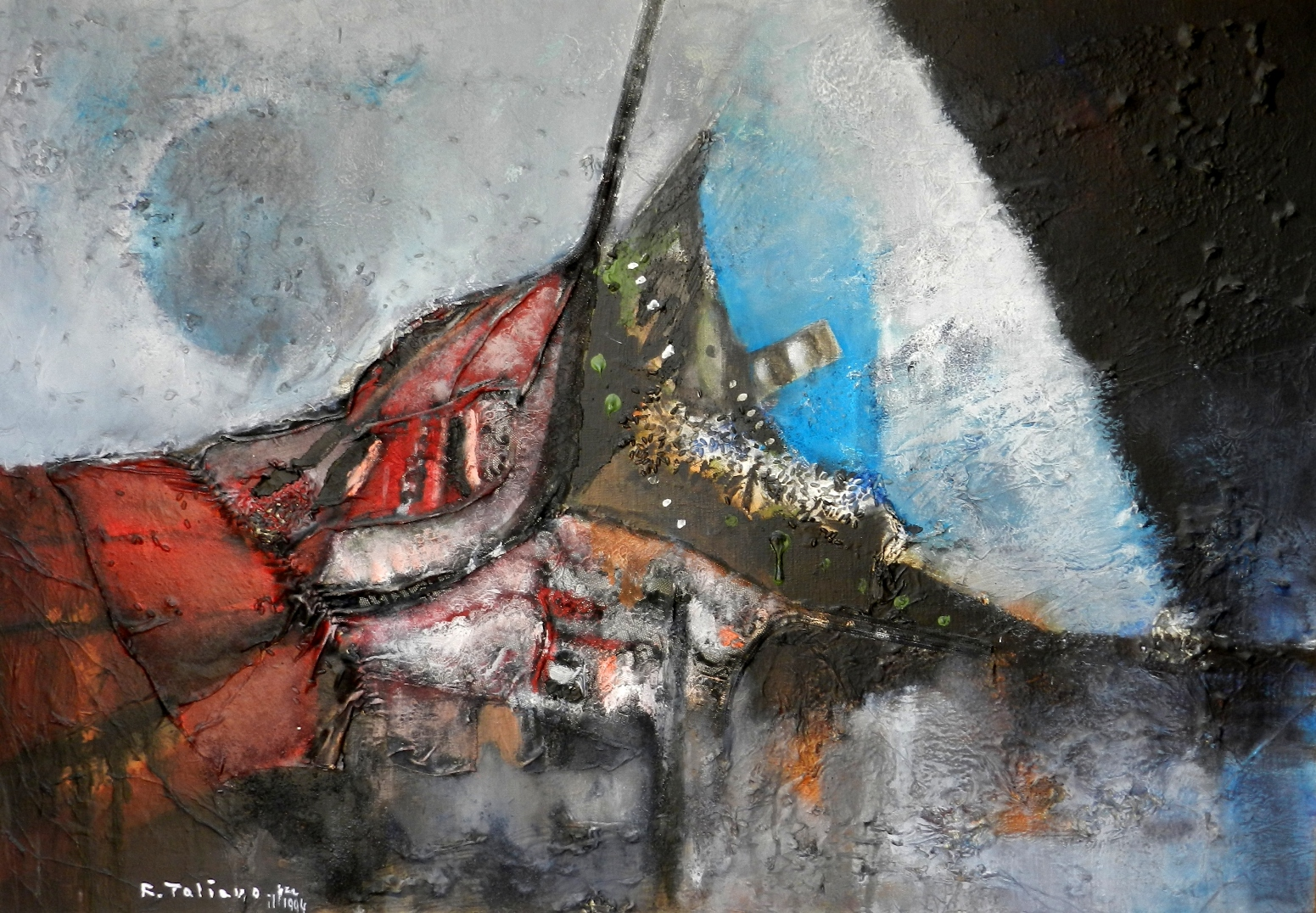
Naufragio, 1996
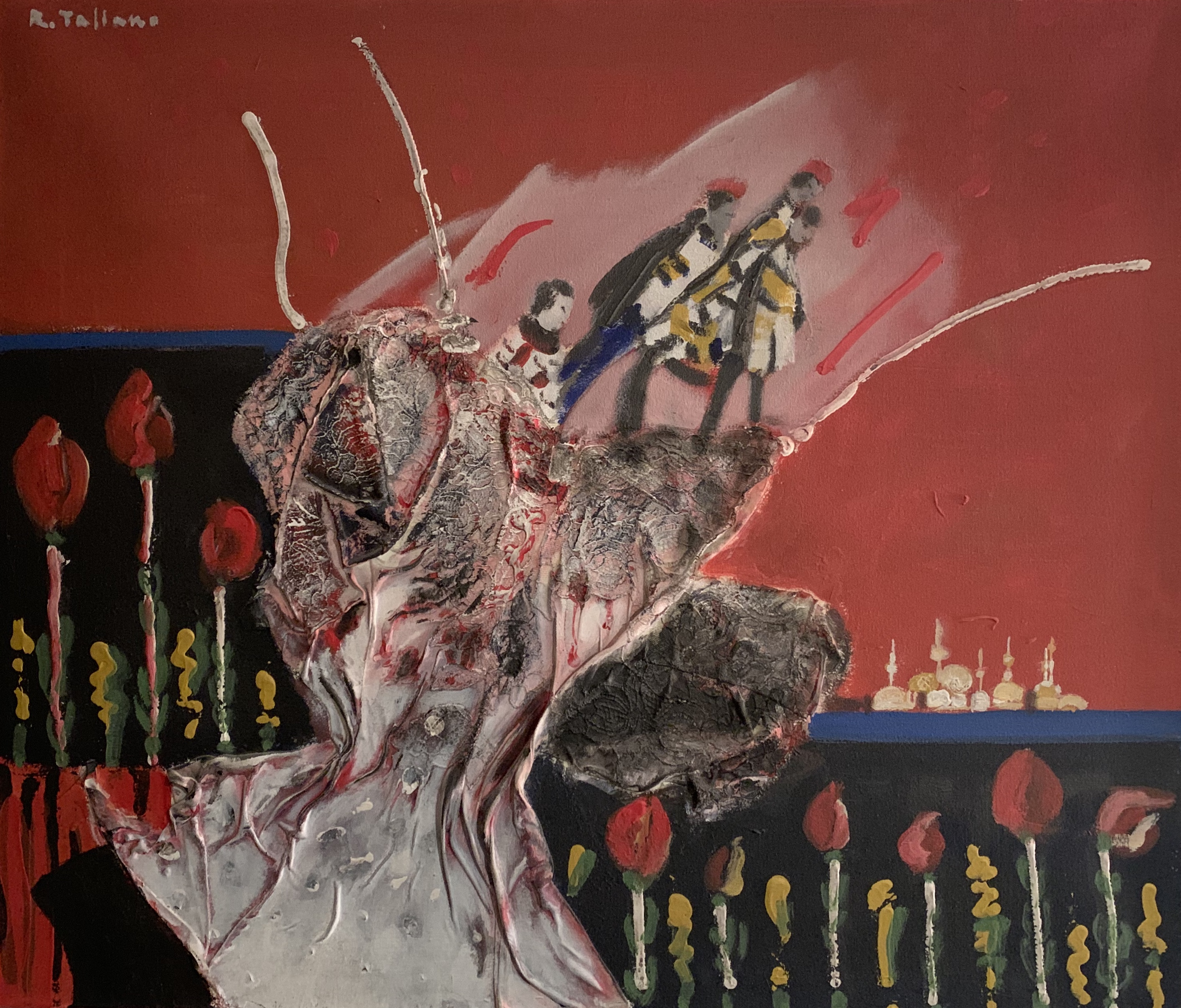
Ricordo del Mar Nero, 2000
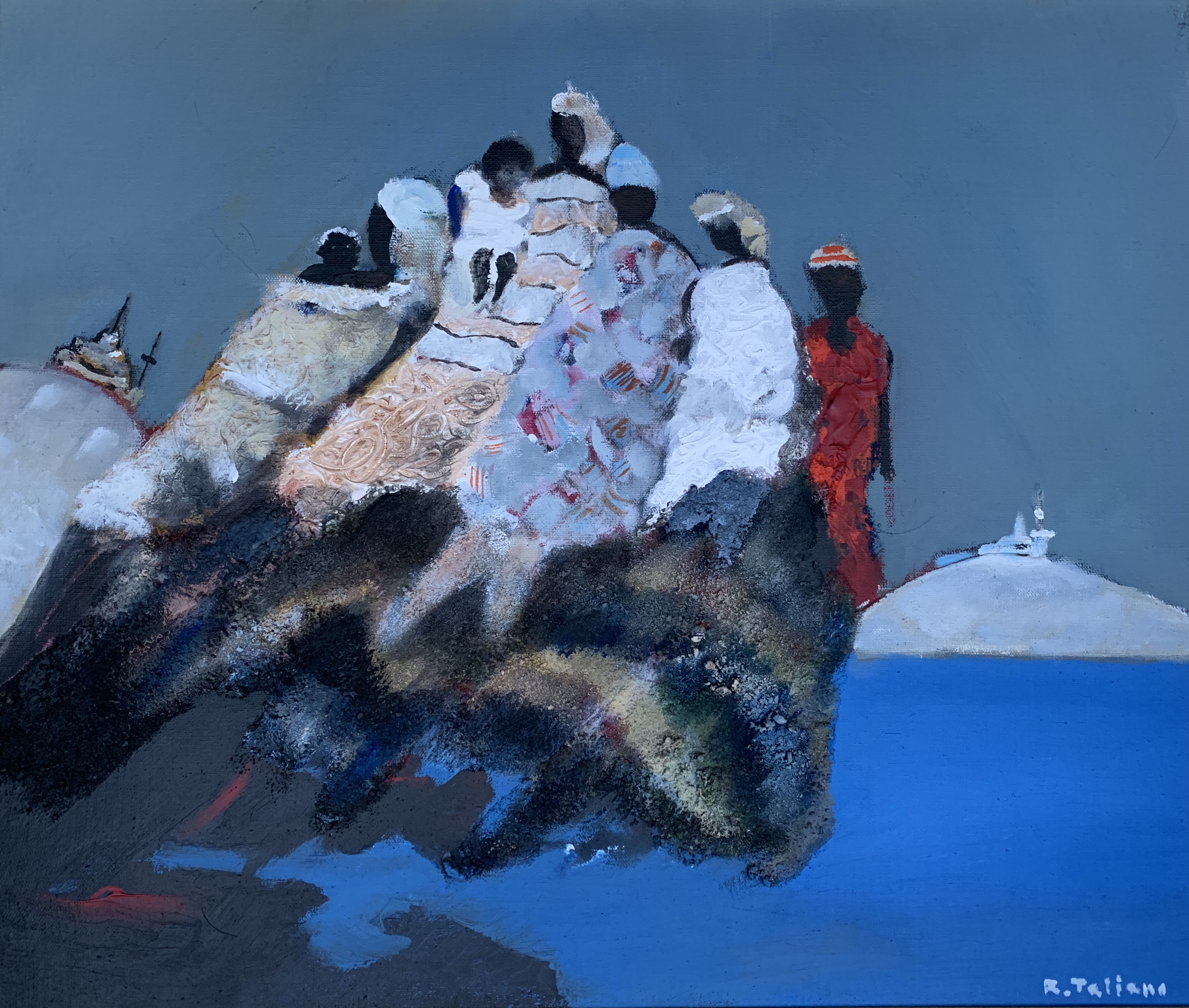
Berberi n°2, 2000
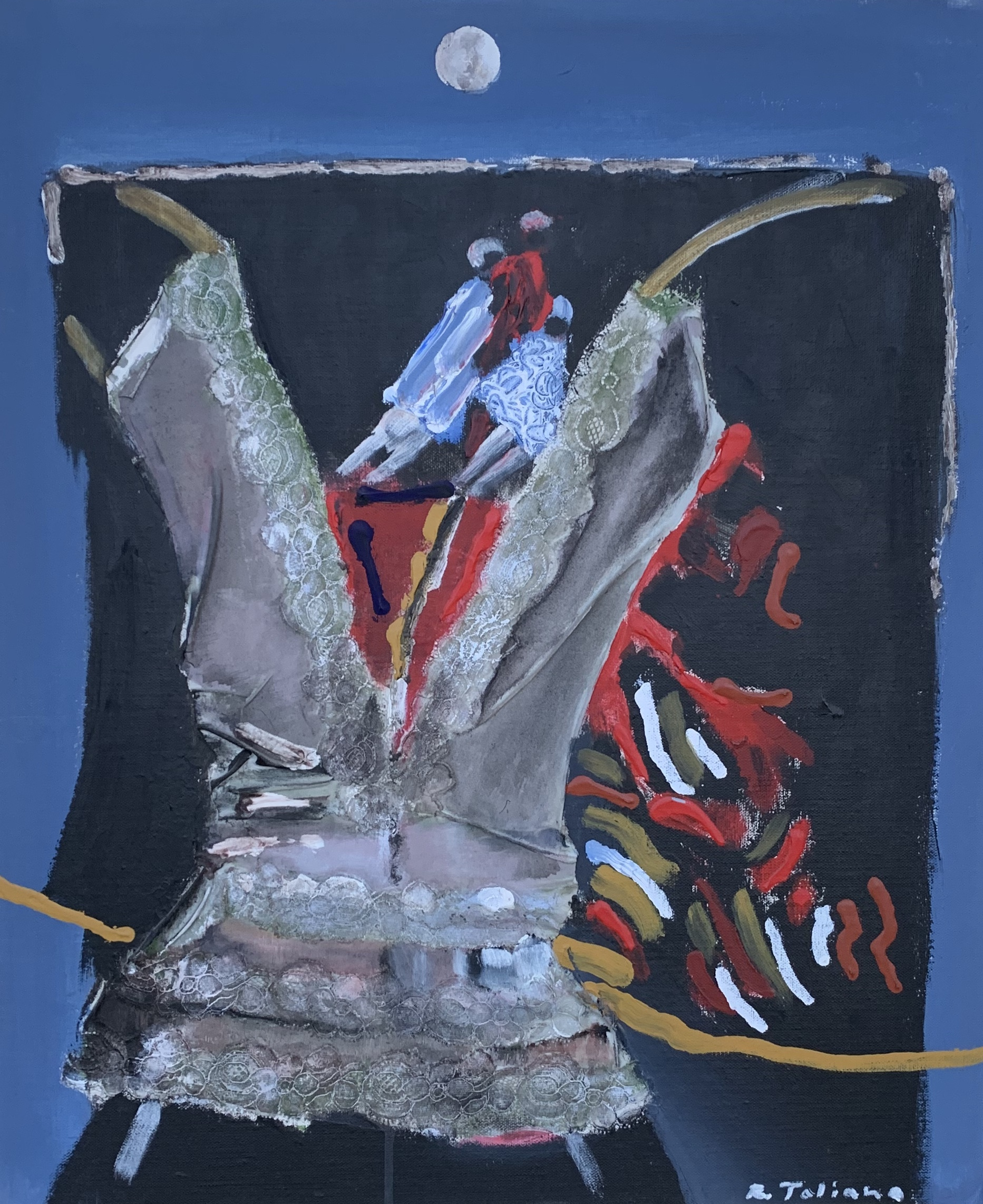
La luna a Istanbul, 2000